# Австралийский боевой топор
Австралийский боевой топор — один из видов колюще-рубящего, боевого и охотничьего оружия австралийских аборигенов.

## Описание
Изначально каменный топор был орудием труда, предназначенным для хозяйственных нужд. Только в эпоху позднего каменного века — неолита, с ростом мастерства обработки камня, стали появляться боевые образцы. На территории Австралии каменные топоры применялись ещё в позднем палеолите (35—12 тысяч лет назад). Археологи в ходе раскопок на севере страны нашли каменный топор, возраст которого около 35 тысяч лет..Аборигены Австралии редко используются боевые топоры, они предназначались для ближней рукопашной схватки. Обычно аборигены предпочитают использовать большие дубины, типа баггоро или куджерунг. Это связано с тем, что внутренние войны аборигенов носили ограниченный, локальный характер и редко приводили к смерти.
Австралийский боевой топор состоит из ударной части (не имеющей отверстий для насадки) в форме клюва (каменное заостренное клиновидное лезвие) и раздвоённого топорища. Каменное лезвие зажимаются с двух сторон топорищем и скрепляется с помощью гуммиарабика на конце головки. Топорище и хвост фиксируются с помощью растительных волокон, сухожилий животных, кожи или сукна. Рукоятки обычно прямые, но иногда встречаются и с изгибами в ту или иную сторону. Встречаются чисто деревянные варианты, где ударная часть выполнена тоже из дерева. Не требуют расклинивания на конце ударной головки.

## Изготовление
Лезвие изготавливается методом оббивки камня колющихся пород и не имеет отверстия. Рукоять топора изготавливается из дерева.